# Antonio Mosto
Antonio Mosto (né le 12 juillet 1824 à Gênes et mort dans la même ville le 30 juin 1890) est un patriote italien.

## Biographie
Antonio Mosto et son frère Carlo (1837-1860) épousent très jeunes les idées mazziniennes. Antonio combat au cours de la seconde guerre d’indépendance et en 1860 il suit Giuseppe Garibaldi dans l'expédition des Mille en Sicile comme commandant des carabiniers génois. Il se distingue au cours de la bataille de Milazzo et de la bataille du Volturno.
En 1866 avec le déclenchement de la troisième guerre d'indépendance il s'enrôle dans le corps des volontaires italiens de Garibaldi combattant dans le Trentin toujours au commandement, avec le grade de major, du 1er bataillon des bersagliers génois qui se distingue durant la bataille de Monte Suello où il est décoré de la croix de cavalier de l'ordre militaire de Savoie et lors de la bataille de Bezzecca.
En 1867, il prend part à la campagne de l'Agro Romano pour la libération de Rome et il est blessé gravement à la bataille de Monterotondo.
Il meurt à Gênes en 1880.

## Distinction
| : Croix de chevalier de l'ordre militaire de Savoie « Pour avoir commandé avec habileté et valeur son bataillon et s'être distingué comme chef de corps et avoir montré de valeur personnelle durant la bataille de Monte Suello » — Trentin, Bataille de Monte Suello, 3 juillet 1866 |

## Sources
- (it) Cet article est partiellement ou en totalité issu de l’article de Wikipédia en italien intitulé « Antonio Mosto » (voir la liste des auteurs).